# Goa (Philippines)
Pour les articles homonymes, voir Goa (homonymie).
Goa est une municipalité de la province de Camarines Sur, aux Philippines.